# LaFace Records
LaFace Records è stata un'etichetta discografica statunitense di proprietà di Sony Music Entertainment.

## Storia
La LaFace Records viene fondata nel 1989 come joint venture fra il duo produttivo Antonio "L.A." Reid e Kenneth "Babyface" Edmonds e la Arista Records. Il nome dell'etichetta è infatti proprio una combinazione dei nomi dei due fondatori. La LaFace arriva al successo nel corso degli anni novanta, per aver pubblicato i dischi di alcuni degli artisti di maggior successo dell'epoca come TLC, Toni Braxton, OutKast, Pink (cantante), Usher, Goodie Mob, Donell Jones, Pressha e Cee-Lo. Verso la fine del decennio, la LaFace ha prodotto alcuni artisti e Babyface ja cominciato a concentrarsi principalmente sulla propria carriera musicale, così l'etichetta è stata rilevata completamente dalla Arista e BMG nel 1999. Nel 2001, L.A. Reid viene nominato amministratore delegato della Arista, e la LaFace viene sciolta, facendo passare i contratti della maggior parte degli artisti sotto contratto alla Arista.
Nel 2004, dopo la ristrutturazione dell'etichetta BMG, la LaFace viene ripristinata come un quarto della nuova Zomba Music Group successivamente acquisita dalla Sony BMG.
Nel 2011 viene assorbita dalla RCA Records, cessando definitivamente di esistere.

## Lista parziale degli artisti della LaFace Records
- A Few Good Men
- Az Yet
- Toni Braxton
- Cee-Lo
- Ciara
- Damian Dame †
- Dolla †
- Joy Enriquez
- Corey Glover
- Goodie Mob
- Highland Place Mobsters
- Jermaine Jackson
- Donell Jones
- Kenny Lattimore & Chante Moore
- OutKast
- One Direction
- Justin Bieber
- Petey Pablo
- Pink (cantante)
- Pressha
- Tony Rich
- Sam Salter
- Shanice
- Society of Soul
- TLC
- Usher
- YoungBloodZ